# Lycocerus zdeneki
Lycocerus zdeneki (лат.) — вид жуков рода Lycocerus из семейства мягкотелок. Китай (Sichuan).

## Описание
Жуки-мягкотелки, для которых характерны следующие признаки: вентральный отросток каждого парамера эдеагуса явно короче латерофиза при виде вентрально, латерофизы тонкие, почти сближаются друг с другом при виде вентрально, внутренний апикальный угол дорсальной пластинки выемчатый на вершине; голова одноцветная желтовато-оранжевая; надкрылья желтые. Вид был впервые описан в 2004 году под названием Athemus zdeneki. Включён в состав видовой группы Lycocerus pallidulus.